# Marzia Fariqi
Marzia Fariqi, född 1958, död 18 september 2005, var en svensk sångerska. Fariqi  var av kurdisk börd och var gift med sångaren Naser Razazi; tillsammans kom de till Sverige i mitten på 1980-talet. 
Fariqi var välkänd för sin röst och sjöng kärlekssånger redan på 1970-talet. Hon var även en kurdisk så kallad peshmerge-soldat i irakiska Kurdistan. Fariqi arbetade på Slättgårdsskolan i Bredäng i Stockholm som bland annat hemspråkslärare.
Irakiska Kurdistans president Massoud Barzani och den kurdiske nuvarande presidenten av Irak, Celal Talabani, prisade Marzia Fariqi och sände ett kondoleanstelegram. Nästan 4 000 människor samlades till hennes minnesstund i Stockholm, som direktsändes på kurdiska tv-kanaler.